# Chiesa di Santo Spirito (Mantova)
La chiesa di Santo Spirito è una delle chiese della città di Mantova.

## Storia e descrizione
Probabilmente esistente già nel XIII sec., è appartenuta a diversi ordini religiosi.
È stata ristrutturata e annessa a convento nel 1418 per volere di Paola Malatesta Gonzaga e successivamente nel 1534.
L'interno è a navata unica con fregio affrescato e tondi con volti di santi. Il presbiterio è affrescato.

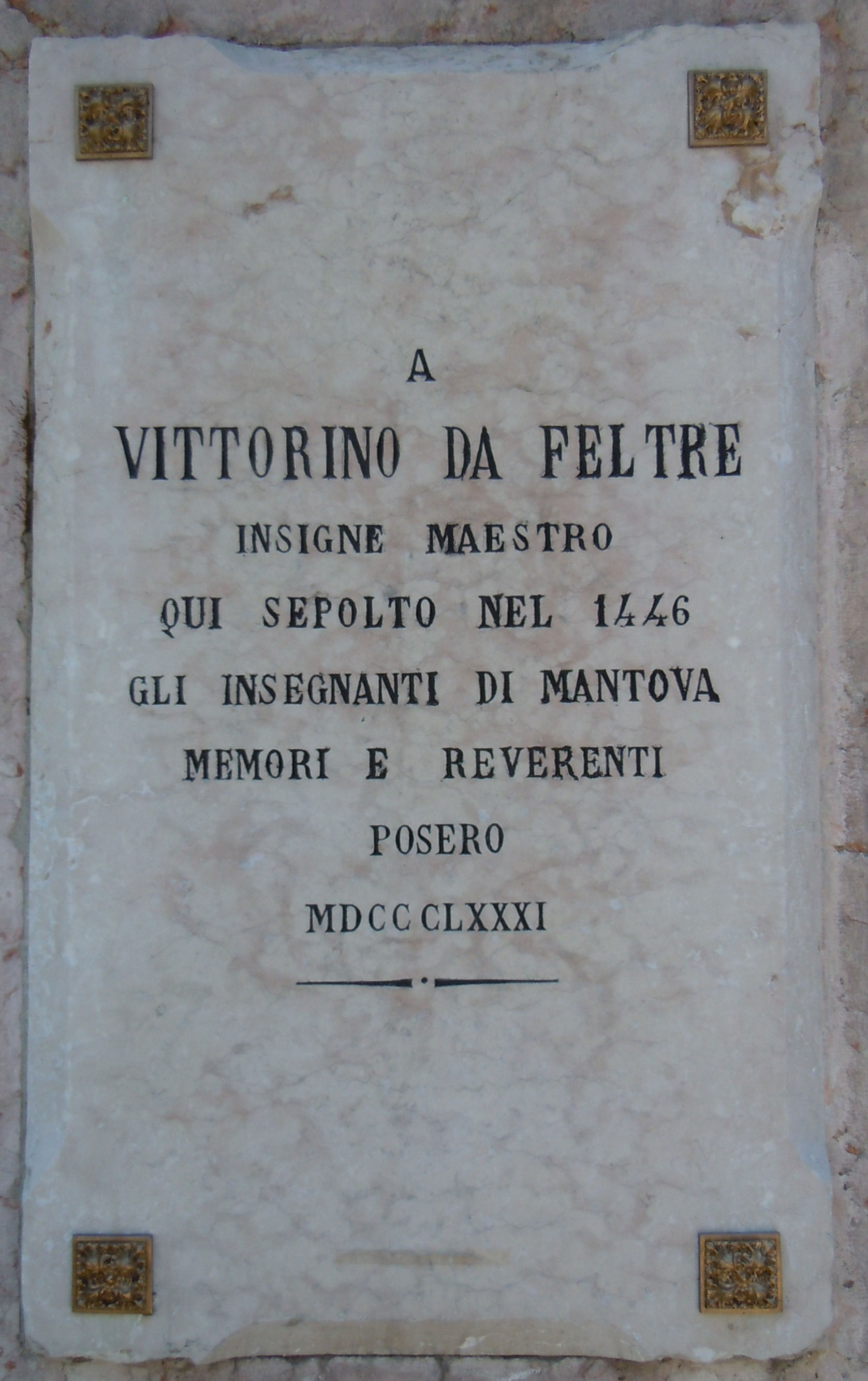
Lapide a Vittorino da Feltre

Nel 1468 vi fu sepolto Vittorino da Feltre, fondatore dell'esperienza educativa della Casa Giocosa (o Ca' Zoiosa).